# 高際和雄
高際 和雄（たかぎわ かずお、1947年10月1日 - 2007年12月）は、日本の脚本家。

## 略歴
青山学院大学在学中に脚本家の倉本聡に師事。倉本の口述筆記作業をこなしつつ1971年、アニメ『新・オバケのQ太郎』で脚本家デビューする。しかしアニメーション作品は自身の作家性に合致しないことを実感し、以降は一貫して実写ドラマを手掛けた。
サブライターの一員として途中からローテーションに加わった『風雲ライオン丸』と『鉄人タイガーセブン』では、従来の変身ヒーロー物が敢えて触れなかった「タブー」とも言える領域に踏み込んだ脚本を続出させ、視聴者に多大な衝撃とトラウマを与えることとなった。両作の最終回も高際が手掛けており、いずれも重く陰鬱な空気が漂うクロージングを迎えている。2作品の制作捕を担当した清水一夫と気が合ったが2人で考えた内容が暗いため、結果的に視聴率低下を招いてしまい、清水はフジテレビプロデューサーの別所孝治に注意を受けたという。
寡作なこともあり、各種メディアのインタビューなどに登場する機会が極めて少なかった。

## エピソード
デビュー間もない頃に手掛けた『眠狂四郎』の脚本を主演の田村正和から絶賛される。1時間枠の内容に対し、田村の台詞がわずか3つしかなく「（演じていて）楽だった」というのが理由だが、これは説明的な台詞の羅列を嫌う高際の作家的体質によるものだという。
高際の母親は彼が手掛けた番組を熱心にチェックしていたらしいが、「お前の脚本は観ていて（精神的に）疲れるものばかりだねぇ…」と、そのネガティブな作風に対して極めて的確な感想を漏らしていたという。
シナリオ上での『鉄人タイガーセブン』最終回は、主人公が亡父に敵組織の壊滅を告げて終わるという大団円的なものであったが、撮影段階で現場の判断によりペシミズム溢れる結末へと変更されたという。監督の大塚莞爾は「高際は撮影現場について来るのが好きな人間だったから、僕らの言葉を受けて（現場で）書き直したのかも知れない」と述懐している。

## 主な作品

### 映画
- オキナワの少年（1983年）新城卓、中田信一郎との共同執筆
- 夏草の女たち（1987年）
- AIDSを生きる -真実の日々-（1994年）※16ミリ作品　主演：沖田浩之

### テレビドラマ
- 眠狂四郎（1972年）
- トリプルファイター（1972年）
- 風雲ライオン丸（1973年）
- 鉄人タイガーセブン（1973年 - 1974年）
- 6羽のかもめ（1974年）
- 冒険ロックバット（1975年）
- 愛のサスペンス劇場『再会-ふるさとさむく-』（1976年）
- 恐竜大戦争アイゼンボーグ（1977年）
- 怒れ兄弟!（1979年）
- 背信（1979年）
- あいつと俺 第4話「赤い傘の犯行 - 安雲野 - 」（1980年）
- 警視-K（1980年）
- 猿飛佐助（1980年）
- 走れ!熱血刑事 第23話「おかしなおかしな目撃者!」（1981年）
- 太陽にほえろ! 第455話「死ぬな!スニーカー」（1981年）※小川英との共同執筆
- 火曜サスペンス劇場『地獄から来た訪問者』（1981年）※野波静雄との共同執筆
- あっけらかん（1982年）
- 木曜ゴールデンドラマ　
  - 『恐怖はゆるやかに』（1982年）
  - 『娘よ!お前は殺人者か!?』（1983年）
  - 『目撃者』（1984年）
  - 『空の色紙』（1986年）
- 木曜ファミリーワイド『ドラマスペシャル トンガ冒険家族～サンゴ礁の島の愉快な子連れ日記』（1982年11月25日）[7]
- 金曜女のドラマスペシャル　
  - 『還らざる人』（1985年）
  - 『再会』（1987年）

### アニメーション
- 新・オバケのQ太郎（1971年）